# Mario Yepes
Pour les articles homonymes, voir Yepes.
Mario Alberto Yepes Díaz, né le 13 janvier 1976 à Cali, est un footballeur international colombien évoluant au poste de défenseur.

## Biographie

### Enfance et formation
Enfant à Cali, Mario Yepes ne manque de rien dans une famille de quatre (une sœur). Son père est professeur à l'université et sa mère agent immobilier. Son père, plus par amour pour son fils que par passion, l'emmène régulièrement au Stade Deportivo Cali où Mario découvre ses idoles vertes. Il s'essaie au football dans son quartier puis signe ses premières licences au Deportivo Rionegro. À dix-sept ans, il est repéré par Sarmiento-Lora, académie indépendante et réputée de Colombie.

### Débuts professionnels à Cortuluá
Évoluant plutôt à des postes offensifs, il rejoint Cortuluá en 1993 et est replacé plus bas par l'entraîneur. En mars 1994, il débute en D1 colombienne face au Junior de Barranquilla. Après avoir réussi son Bac, il suit durant un an et demi des études de gestion des entreprises à Cali qu'il stoppe à 19 ans pour se consacrer pleinement au football.

### Révélation au Deportivo Cali puis à River
En 1997, Yepes signe au Deportivo Cali, son club de cœur. Champion 1998, il atteint la finale de la Copa Libertadores 1999, perdue aux tirs-au-but.
En juillet 1999, Yepes rejoint River Plate. Il remporte le Tournoi d'ouverture 1999 et celui de clôture 2000. À son retour victorieux de la Copa América 2001, l'Argentine est en crise et il doit mettre sa famille à l’abri. En fin d'année, des clubs italiens se manifestent mais seulement pour un transfert à l'été 2002. Le FC Nantes fait une offre avec un contrat immédiat.

### Confirmation au FC Nantes
À son arrivée à La Jonelière en janvier 2002, Yepes fait preuve de caractère pour s'adapter, d'autant que les Canaris sont à la dérive sportivement (Denoueix vient d'être limogé). Avec le soutien de Mauro Cetto et Néstor Fabbri, sud-américains nantais, le Colombien monte rapidement son potentiel.
Il arrache une prolongation contre le PSG lors de la demi finale de la Coupe de France 2004 (Nantes perd finalement aux tirs au but où Yepes transforme son pénalty). Avec le FCN, il est aussi finaliste de la Coupe de la Ligue 2003-2004. Cette même année, il figure dans l'équipe type de Ligue 1, composant la défense avec Sébastien Squillaci, Patrice Evra et Bernard Mendy.
Poussé à la sortie par le nouveau recrutement effectué par Jean-Luc Gripond, le président nantais, il rejoint le PSG à l'été 2004 avec son coéquipier Sylvain Armand.

### Paris SG
Ses qualités combatives séduisent Vahid Halilhodžić, entraîneur du PSG, qui l'enrôle à l'été 2004.
En 2006, il est le joueur le mieux payé du championnat de France, avec un salaire de 287 000 euros mensuels (au 24 mars 2006). À la fin de cette saison, il figure de nouveau dans l'équipe type de la Ligue 1.
Le 4 février 2007, lors du match OM-PSG (1-1), il est blessé lors d'un contact avec Djibril Cissé. Il est victime d'une fracture de la malléole externe de la cheville gauche, qui l'éloigne des terrains de football pendant trois mois. Il revient néanmoins en fin de saison pour aider le PSG à se maintenir en Ligue 1. Avec le PSG, il remporte la Coupe de France 2006 ainsi que la Coupe de la Ligue 2008.
Remplacé par Zoumana Camara et Grégory Bourillon au sein de la défense, il commence la saison 2007-2008 sur le banc de touche avant de retrouver sa place de titulaire à la suite des nombreuses lacunes défensives du club lors du début de saison. Il devient un titulaire indiscutable en disputant 34 matchs pour 1 but marqué. Néanmoins, en fin de contrat en juin 2008, il ne prolonge pas son contrat avec le club parisien.

### Serie A
Durant l'intersaison 2008, il signe pour 2 saisons au Chievo Vérone qui vient alors de retrouver sa place parmi l'élite du football italien après son titre de champion de Série B  2007-2008. Titulaire indiscutable au sein de la charnière centrale, il dispute 65 matchs de championnat avec les Mussi Volanti.
Après deux bonnes saisons au Chievo Vérone, Mario signe un contrat de 2 ans en faveur du Milan AC, en juillet 2010. Le 23 octobre 2011, il marque son premier but avec l'AC Milan et permet à son équipe de s'imposer 4-3 contre l'US Lecce. Le 13 décembre 2012 il inscrit de la tête le premier des trois buts milanais permettant aux "rossoneri" d'éliminer la Reggina en 8e de finale de la coupe d'Italie.

### Fin de carrière
Sans club après la fin de son aventure milanaise Mario Yepes signe durant l'été 2013 pour une saison à l'Atalanta de Bergame.
En septembre 2014, il signe à San Lorenzo en Argentine. Le 21 janvier 2016, il annonce mettre un terme à sa carrière de footballeur pour rejoindre le staff de l'équipe nationale colombienne.

### En équipe nationale (1999-2014)
S'imposant à River Plate, Yepes devient titulaire en sélection. Il remporte la Copa América 2001 en formant la défense centrale avec Iván Córdoba. Il figure dans l'équipe-type d'Amérique du Sud en 2001.
En 2014, à 38 ans, il participe à sa première Coupe du monde. La Colombie s'incline en quart de finale, stade de la compétition qu'elle n'a jamais atteint jusqu'alors, contre le Brésil (2-1).
Capitaine emblématique de la sélection colombienne, il est sélectionné à 102 reprises entre 1999 et 2014.

### Reconversion
Il a entrainé l'équipe du Deportivo Cali durant la saison 2016-17.

## Style de jeu
Au FC Nantes, il s'impose comme le patron de la défense notamment grâce à sa science du placement, sa combativité, son leadership et la qualité de son jeu aérien. On retient aussi ses tacles spectaculaires, qui faisant la joie des spectateurs de la Beaujoire, ainsi que sa faculté à monter en attaque lorsque son équipe est menée, le plus souvent en fin de match.
Par sa simplicité, Mario séduit même les plus sceptiques. Au cœur de sa défense et malgré un physique imposant, il commet rarement de fautes. Grâce à son sens de l'anticipation, un placement pointu et une technique aiguisée, il a rarement besoin de se jeter. Puissant, il est aussi adroit dans les airs et concentré d'un bout à l'autre de la rencontre.

## Statistiques
| Saisons        | Équipes             | Championnat National | Championnat National | Championnat National | Coupes Nationales | Coupes Nationales | Coupes Nationales | Coupes Continentales | Coupes Continentales | Coupes Continentales | Autres Tournois | Autres Tournois | Autres Tournois | Total  | Total |  |
| Saisons        | Équipes             | Compétition          | Matchs               | Buts                 | Compétition       | Matchs            | Buts              | Compétition          | Matchs               | Buts                 | Compétition     | Matchs          | Buts            | Matchs | But   |  |
| -------------- | ------------------- | -------------------- | -------------------- | -------------------- | ----------------- | ----------------- | ----------------- | -------------------- | -------------------- | -------------------- | --------------- | --------------- | --------------- | ------ | ----- |  |
| 1994           | Cortuluá            | FPC                  | 4                    | 0                    | -                 | -                 | -                 | -                    | -                    | -                    | -               | -               | -               | 4      | 0     |  |
| 1995           | Cortuluá            | FPC                  | 15                   | 0                    | -                 | -                 | -                 | -                    | -                    | -                    | -               | -               | -               | 15     | 0     |  |
| 1995-1996      | Cortuluá            | FPC                  | 40                   | 4                    | -                 | -                 | -                 | -                    | -                    | -                    | -               | -               | -               | 40     | 4     |  |
| 1996-02/1997   | Cortuluá            | FPC                  | 17                   | 3                    | -                 | -                 | -                 | -                    | -                    | -                    | -               | -               | -               | 17     | 3     |  |
| Sous-Total     | Sous-Total          | Sous-Total           | 76                   | 7                    |                   | -                 | -                 |                      | -                    | -                    |                 | -               | -               | 76     | 7     |  |
| 1997           | Deportivo Cali      | FPC                  | 32                   | 4                    | -                 | -                 | -                 | -                    | -                    | -                    | -               | -               | -               | 32     | 4     |  |
| 1998           | Deportivo Cali      | FPC                  | 48                   | 6                    | -                 | -                 | -                 | -                    | -                    | -                    | -               | -               | -               | 48     | 6     |  |
| 1999           | Deportivo Cali      | FPC                  | 13                   | 1                    | -                 | -                 | -                 | CL                   | 12                   | 0                    | -               | -               | -               | 25     | 1     |  |
| Sous-Total     | Sous-Total          | Sous-Total           | 93                   | 11                   |                   | -                 | -                 |                      | 12                   | 0                    |                 | -               | -               | 105    | 11    |  |
| 1999-2000      | CA River Plate      | Primera División     | 29                   | 2                    | -                 | -                 | -                 | CL+CM                | ?+?                  | 0                    | -               | -               | -               | 29+    | 2     |  |
| 2000-2001      | CA River Plate      | Primera División     | 33                   | 2                    | -                 | -                 | -                 | CL+CM                | ?+?                  | 1+2                  | -               | -               | -               | 33+    | 5     |  |
| 2001-2002      | CA River Plate      | Primera División     | 14                   | 2                    | -                 | -                 | -                 | -                    | -                    | -                    | -               | -               | -               | 14     | 2     |  |
| Sous-Total     | Sous-Total          | Sous-Total           | 76                   | 6                    |                   | -                 | -                 |                      | 25                   | 3                    |                 | -               | -               | 101    | 9     |  |
| 2002           | FC Nantes           | Division 1           | 11                   | 0                    | CdL               | 1                 | 0                 | C1                   | 2                    | 0                    | -               | -               | -               | 14     | 0     |  |
| 2002-2003      | FC Nantes           | Ligue 1              | 33                   | 2                    | CF+CdL            | 0+3               | 0+1               | -                    | -                    | -                    | -               | -               | -               | 36     | 3     |  |
| 2003-2004      | FC Nantes           | Ligue 1              | 29                   | 0                    | CF+CdL            | 4+5               | 2+1               | CI                   | 2                    | 1                    | -               | -               | -               | 40     | 4     |  |
| Sous-Total     | Sous-Total          | Sous-Total           | 73                   | 2                    |                   | 13                | 4                 |                      | 4                    | 1                    |                 | -               | -               | 90     | 7     |  |
| 2004-2005      | Paris Saint-Germain | Ligue 1              | 32                   | 3                    | CF+CdL            | 2+0               | 1+0               | C1                   | 4                    | 0                    | TC              | 1               | 0               | 39     | 4     |  |
| 2005-2006      | Paris Saint-Germain | Ligue 1              | 32                   | 4                    | CF+CdL            | 4+2               | 0                 | -                    | -                    | -                    | -               | -               | -               | 38     | 4     |  |
| 2006-2007      | Paris Saint-Germain | Ligue 1              | 24                   | 1                    | CF+CdL            | 3+1               | 0                 | C3                   | 3                    | 0                    | TC              | 1               | 0               | 32     | 1     |  |
| 2007-2008      | Paris Saint-Germain | Ligue 1              | 27                   | 0                    | CF+CdL            | 4+4               | 0+1               | -                    | -                    | -                    | -               | -               | -               | 35     | 1     |  |
| Sous-Total     | Sous-Total          | Sous-Total           | 115                  | 8                    |                   | 20                | 2                 |                      | 7                    | 0                    |                 | 2               | 0               | 144    | 10    |  |
| 2008-2009      | AC Chievo Verona    | Serie A              | 32                   | 0                    | CI                | 0                 | 0                 | -                    | -                    | -                    | -               | -               | -               | 32     | 0     |  |
| 2009-2010      | AC Chievo Verona    | Serie A              | 31                   | 1                    | CI                | 1                 | 0                 | -                    | -                    | -                    | -               | -               | -               | 32     | 1     |  |
| Sous-Total     | Sous-Total          | Sous-Total           | 63                   | 1                    |                   | 1                 | 0                 |                      | -                    | -                    |                 | -               | -               | 64     | 1     |  |
| 2010-02/2011   | AC Milan            | Serie A              | 13                   | 0                    | CI                | 2                 | 0                 | C1                   | 2                    | 0                    | -               | -               | -               | 17     | 0     |  |
| 2011-2/12      | AC Milan            | Serie A              | 11                   | 1                    | CI                | 0                 | 0                 | C3                   | 0                    | 0                    | SI              | 0               | 0               | 11     | 1     |  |
| 2012-02/2013   | AC Milan            | Serie A              | 10                   | 0                    | CI                | 1                 | 1                 | C1                   | 3                    | 0                    | -               | -               | -               | 14     | 0     |  |
| Sous-Total     | Sous-Total          | Sous-Total           | 34                   | 1                    |                   | 3                 | 1                 |                      | 5                    | 0                    |                 | 0               | 0               | 42     | 1     |  |
| 2013-2014      | Atalanta Bergame    | Serie A              | 6                    | 0                    | CI                | -                 | -                 | -                    | -                    | -                    | -               | -               | -               | 6      | 0     |  |
| Sous-Total     | Sous-Total          | Sous-Total           | 6                    | 0                    |                   | -                 | -                 | -                    | -                    | -                    | -               | -               | -               | 6      | 0     |  |
| Total carrière | Total carrière      | Total carrière       | 534                  | 36                   |                   | 37                | 7                 |                      | 51                   | 4                    |                 | 2               | 0               | 618    | 46    |  |

### En sélection nationale
| Saison                | Sélection             | Phases finales                | Phases finales | Phases finales | Phases finales | Éliminatoires CDM | Éliminatoires CDM | Éliminatoires CDM | Matchs amicaux | Matchs amicaux | Matchs amicaux | Total | Total | Total |
| Saison                | Sélection             | Compétition                   | M              | B              | Pd             | M                 | B                 | Pd                | M              | B              | Pd             | M     | B     | Pd    |
| --------------------- | --------------------- | ----------------------------- | -------------- | -------------- | -------------- | ----------------- | ----------------- | ----------------- | -------------- | -------------- | -------------- | ----- | ----- | ----- |
| 1998-1999             | Colombie              | Copa América 1999             | 1              | 0              | 0              | -                 | -                 | -                 | 2              | 0              | 0              | 3     | 0     | 0     |
| 1999-2000             | Colombie              | -                             | -              | -              | -              | 5                 | 0                 | 0                 | -              | -              | -              | 5     | 0     | 0     |
| 2000-2001             | Colombie              | Copa América 2001             | 6              | 0              | 0              | 6                 | 0                 | 0                 | -              | -              | -              | 12    | 0     | 0     |
| 2001-2002             | Colombie              | -                             | -              | -              | -              | 5                 | 0                 | 0                 | -              | -              | -              | 5     | 0     | 0     |
| 2002-2003             | Colombie              | Coupe des confédérations 2003 | 5              | 1              | 0              | -                 | -                 | -                 | 3              | 0              | 0              | 8     | 1     | 0     |
| 2003-2004             | Colombie              | Copa América 2004 4e          | -              | -              | -              | 7                 | 0                 | 0                 | -              | -              | -              | 7     | 0     | 0     |
| 2004-2005             | Colombie              | -                             | -              | -              | -              | 8                 | 1                 | 0                 | 1              | 1              | 0              | 9     | 2     | 0     |
| 2005-2006             | Colombie              | -                             | -              | -              | -              | 2                 | 0                 | 0                 | -              | -              | -              | 2     | 0     | 0     |
| 2006-2007             | Colombie              | Copa América 2007             | 2              | 0              | 0              | -                 | -                 | -                 | 3              | 1              | 0              | 5     | 1     | 0     |
| 2008-2009             | Colombie              | -                             | -              | -              | -              | 6                 | 0                 | 0                 | 2              | 0              | 0              | 8     | 0     | 0     |
| 2009-2010             | Colombie              | -                             | -              | -              | -              | 3                 | 0                 | 0                 | 3              | 0              | 0              | 6     | 0     | 0     |
| 2010-2011             | Colombie              | Copa América 2011             | 4              | 0              | 0              | -                 | -                 | -                 | 7              | 0              | 0              | 11    | 0     | 0     |
| 2011-2012             | Colombie              | -                             | -              | -              | -              | 4                 | 0                 | 0                 | -              | -              | -              | 4     | 0     | 0     |
| 2012-2013             | Colombie              | -                             | -              | -              | -              | 5                 | 0                 | 0                 | 1              | 0              | 0              | 6     | 0     | 0     |
| 2013-2014             | Colombie              | Coupe du monde 2014           | 4              | 0              | 0              | 3                 | 2                 | 0                 | 4              | 0              | 0              | 11    | 2     | 0     |
| Total sur la carrière | Total sur la carrière | Total sur la carrière         | 22             | 1              | 0              | 54                | 3                 | 0                 | 26             | 2              | 0              | 102   | 6     | 0     |

## Palmarès
Colombie
- Vainqueur de la Copa América 2001

Deportivo Cali
- Vainqueur du championnat de Colombie en 1998 et 1999
- Finaliste de la Copa Libertadores en 1999

CA River Plate
- Vainqueur du championnat d'Argentine en 1999 (Tournoi d'ouverture) et 2000 (Tournoi de clôture)

FC Nantes
- Finaliste de la Coupe de la Ligue en 2004

Paris Saint Germain
- Vainqueur de la Coupe de France en 2006
- Vainqueur de la Coupe de la Ligue en 2008
- Finaliste de la Coupe de France en 2008

AC Milan
- Vainqueur du championnat d'Italie en 2011
- Vainqueur de la Supercoupe d'Italie en 2011

River Plate
- Finaliste de la Coupe du monde des clubs en 2015

### Distinctions individuelles
- Nommé dans l'équipe-type de la Ligue 1 en 2004 et en 2006

## Autour des terrains
Mario Yepes est marié à Carolina avec qui il a trois enfants : Luciano, Miranda et Valentino. Très ami avec Iván Córdoba avec qui il a débuté au Deportivo Rionegro, celui-ci est le parrain de son fils Luciano .
En mars 2004, avec Iván Córdoba, Oscar Cordoba, Juan Pablo Angel et Faryd Mondragon, Yepes crée l'Association colombienne des footballeurs professionnels (« Acolfutpro »), le premier syndicat des joueurs colombiens afin de faire respecter les droits des joueurs colombiens auprès de la Dimayor, la Ligue des clubs professionnels. En septembre 2005, 65 % des joueurs colombiens adhèrent à ce syndicat.